# Tortopsis obscuripennis
Tortopsis obscuripennis is een haft uit de familie Polymitarcyidae. De wetenschappelijke naam van de soort is voor het eerst geldig gepubliceerd in 1985 door Domínguez.